# فيليب غريفيث
فيليب غريفيث (بالإنجليزية: Phillip Griffith)‏ هو رياضياتي أمريكي، ولد في 29 ديسمبر 1940.